# Olivia Laing
Olivia Laing, (14 de abril de 1977) es una escritora británica, novelista y crítica cultural.

## Biografía
Olivia Laing creció en Chalfont Saint Peter, Buckinghamshire. Vivió su niñez en el del sur de Inglaterra y luego se mudó a estudiar inglés en la Universidad de Sussex pero abandonó su carrera y se fue a vivir brevemente en el campo. En 2003, Laing obtuvo un pregrado en medicina herbal y ejerció la medicina durante varios años antes de convertirse en periodista.
Entre 2007 y 2009 fue editora de libros en The Observer. Escribe regularmente para The Guardian, especialmente sobre arte y literatura, donde ha hecho perfiles sobre David Hockney y Agnes Martin. Es también una columnista en Frieze. Ha escrito introducciones a las reediciones de Close to the Knives por el artista David Wojnarowicz y Modern Nature por el cineasta Derek Jarman. En 2017 hizo un documental para BBC Radio 4, Vanished into Music, sobre el músico Arthur Russell.

## Libros
El primer libro de Laing, To the River: A Journey Beneath the Surface, se publicó en 2011. Caminando a lo largo del río Ouse, el río en el que Virginia Woolf se ahogó en 1941, Laing reflexiona sobre la vida y obra de Woolf y, más generalmente, sobre la relación entre historia y lugar, y las dificultades de la biografía. El libro fue muy aclamado y fue seleccionado para el Premio Ondaatje y el Premio Dolman al Mejor Libro de Viajes.
The Trip to Echo Spring: On Writers and Drinking se publicó en 2013 y reunió a muchos fanáticos vocales, incluidos Nick Cave y Hilary Mantel, quienes lo describieron como "uno de los mejores libros que han leído sobre los usos creativos de la adversidad". Viajando por América, Laing explora la difícil relación entre la creatividad y el alcoholismo. Fue preseleccionada para el Costa Biography Award y el Gordon Burn Prize y fue un libro notable de 2014 del New York Times.
Su tercer libro,The Lonely City: Adventures in the Art of Being Alone, bebe de la investigación que Laing realizó como ganadora del Premio Eccles British Library Writer en 2014 y se publicó en 2016. Se concentra en la soledad urbana, nuevamente utilizando un elenco de artistas. Para abrir y explorar el tema. Al examinar su propia experiencia de soledad durante un período que vive en Nueva York, Laing considera cómo la condición de estigmatización cultural de la soledad proporciona nuevos conocimientos sobre el trabajo de numerosos artistas para quienes el acto creativo se convirtió en un medio para explorar la soledad y forjar la compañía. Fue preseleccionado para el Premio Gordon Burn y el National Book Critics Circle Award for Criticism, y fue nombrado Libro del Año en muchas publicaciones, incluyendo The Guardian, Observer, Telegraph, Times Literary Supplement e Irish Times.
En 2018, Laing publicó su primera novela, Crudo, una novela romana que desafía el género sobre el verano de 2017, una época de cambio personal y crisis política. Escrita en tiempo real, la novela también es un homenaje a Kathy Acker, en quien se basa la protagonista. Fue preseleccionada para el Gordon Burn Prize y el Goldsmiths Prize.

## Premios y honores
- 2013 Fundación de autores Travelling Scholarship
- 2014 Eccles British Library Writers Award[25]

- 2018 Windham–Campbell Literature Prize[26]

### Libros
- To the River: A Journey Beneath the Surface (2011) Canongate ISBN 1786891581
- The Trip to Echo Spring: On Writers and Drinking (2013) Canongate
- The Lonely City: Adventures in the Art of Being Alone Canongate
- Crudo (2018) Picador
- The garden against time: in search of a common paradise (2024)

### Estudios sobre su obra

#### Crudo
Schwartz, Alexandra (17 de septiembre de 2018). «The present tense : a work of autofiction that captures the apprehension of our moment». The Critics. Books. The New Yorker 94 (28): 65-67.